# Victoriameer
Het Victoriameer (ook wel Victoria Nyanza) is het grootste meer van Afrika en het op een na grootste zoetwatermeer op aarde. Het bevindt zich in Oost-Afrika tussen de landen Tanzania, Oeganda en Kenia. Met een oppervlakte van 69 484 km² is het bijna zo groot als Nederland en België samen. Het Victoriameer is de bron van de Victorianijl. Ondanks de grote oppervlakte is het meer niet erg diep, maximaal 81 meter. Het grootste eiland is met 560 km² het Ukerewe-eiland (Tanzania); een andere eilandengroep wordt gevormd door de Ssese-eilanden (Oeganda). In het meer ligt een groot aantal kleinere eilanden.
Het Victoriameer is geologisch gezien ongeveer 500.000 jaar oud. Het ligt in een komvormig deel van de hoogvlakte tussen de westelijke en de oostelijke armen van de Grote Slenk.
Het Victoriameer werd in 1858 ontdekt (althans voor de westerse wereld) door de Britse ontdekkingsreiziger John Hanning Speke. Het kreeg deze naam ter ere van koningin Victoria, de toenmalige koningin van het Verenigd Koninkrijk van Groot-Brittannië en Ierland.
Door het Victoriameer loopt de Nijl die op de grens van Oeganda en Tanzania als Kagera (of Alexandernijl) erin uitmondt en in Oeganda het meer als Victorianijl weer verlaat. Het meer is de op een na belangrijkste bron van water voor de Nijl omdat het meer het regenwater verzamelt van de rivieren die er in uitmonden. Deze rivieren stromen vanuit westelijk Kenia, het noorden van Tanzania, Burundi en Rwanda.

Reliëf in het Victoriameer

## Natuur
Langs de oevers van het meer zijn er op veel plaatsen moerassen, waar verschillende papyrussoorten groeien.
Er zijn aanwijzingen dat het meer 17.300 jaar geleden volledig opdroogde. Toen het water 14.700 jaar geleden weer terugkwam, werd het meer bevolkt door vissen uit de rivieren. Zij pasten zich snel aan en er ontstond een kleine evolutionaire explosie waaruit een enorm rijke fauna ontstond. In het Victoriameer vindt men ca. 2.500 verschillende vissoorten, terwijl er in heel Europa bijvoorbeeld slechts ruim 200 soorten zoetwatervissen zijn. Het wordt hierom als een populair modelsysteem en onderzoeksobject in de evolutiebiologie beschouwd.
De rijke fauna behoort vandaag de dag echter grotendeels tot het verleden. In de jaren 50 werd de nijlbaars, een grote roofvis, in het meer uitgezet om de visvangst te bevorderen. Na twintig jaar was er plotseling een explosie van de nijlbaarspopulatie. De vis verspreidde zich zo snel, dat een zeer groot gedeelte van de vissoorten (met name de cichliden) in het meer opgegeten werd en daarmee uitgestorven is. De bioloog Tijs Goldschmidt deed er onderzoek naar. De nijlbaars is echter economisch erg belangrijk. Ze wordt massaal gevangen door de lokale bevolking en na bewerking in fabrieken overgevlogen naar Europa.
In het meer komen verder veel nijlpaarden voor. Het knaagdier Pelomys isseli is endemisch op enkele eilanden in het meer.

## Kaarten

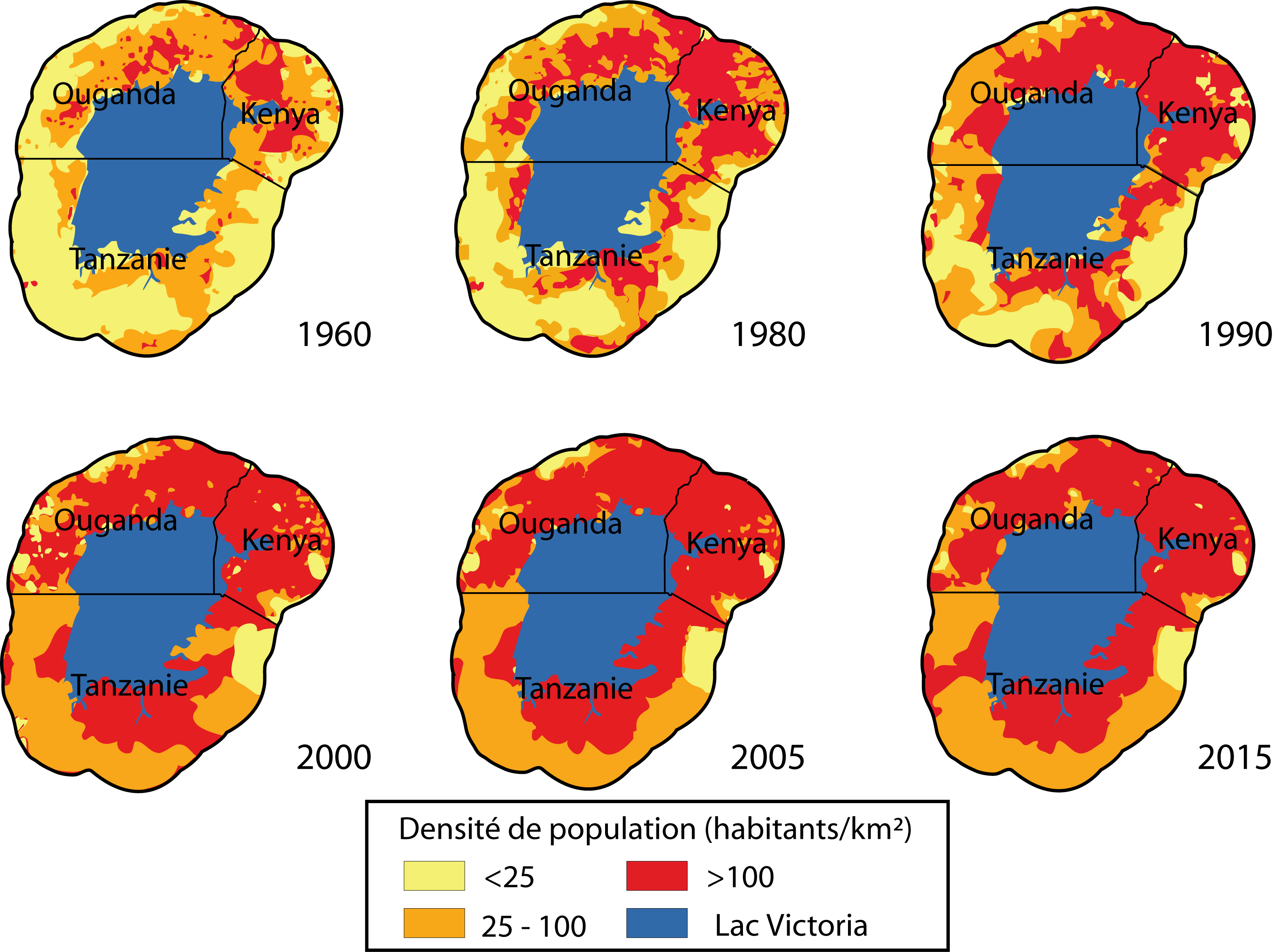
Bevolkingsdichtheid rondom het Victoriameer
Talen rondom het Victoriameer
Victoriameer en de Grote Slenk

Abayameer · Abbemeer · Abijattameer · Afrerameer · Albertmeer · Assalmeer · Awasameer · Bamendjingmeer · Bangweulumeer · Baringomeer · Basakameer · Bittermeren · Cahora Bassa · Chamomeer · Delcommunemeer · Edwardmeer · Fitrimeer · Georgemeer · Guiersmeer · Hajkmeer · Kabambameer · Kabelemeer · Kabwemeer · Karibameer · Kisalemeer · Kitshomponshimeer · Kivumeer · Kokameer · Kyogameer · Lac Rose · Langanomeer · Mai-Ndombemeer · Manantalimeer · Malawimeer · Manyekemeer · Mofwelagune · Mwerumeer · Mweru-Wantipameer · Naivashameer · Nakurumeer · Nassermeer ·   Nyosmeer · Nzilomeer · Shalameer · Tanameer · Tanganyikameer · Tele-meer · Toshkameren · Tshangalelemeer · Tsjaadmeer · Tumbameer · Turkanameer · Upembameer · Victoriameer · Voltameer · Walilupemeer · Zimbambomeer · Ziwaymeer